# Hồ Thị Quế
Hồ Thị Quế (? – 1965) mang biệt danh Nữ Hổ Tướng Đồng Bằng Sông Cửu Long và 'Chị Cả', là y tá, quân y dã chiến và thượng sĩ thuộc Tiểu đoàn 44 Biệt động quân Việt Nam Cộng hòa có biệt danh “Cọp Đen” từng tham chiến chống lại Mặt trận Dân tộc Giải phóng miền Nam Việt Nam trong chiến Tranh Việt Nam.

## Tiểu sử
Hồ Thị Quế là con gái của một nông dân. Trong chiến tranh Đông Dương lần thứ nhất, bà được người Pháp gài vào làm gián điệp trong nội bộ Việt Minh cho đến khi bà nhận thấy rằng những người cộng sản đang nắm quyền kiểm soát tổ chức này. Cùng lúc đó bà có dịp được gặp người chồng tương lai của mình là Thiếu tá Nguyễn Văn Dần, tiểu đoàn trưởng Tiểu đoàn 44 Biệt động quân, một tiểu đoàn được xếp vào loại ưu tú của quân lực Việt Nam Cộng hòa vì có lực lượng rất thiện chiến và tinh nhuệ. Họ có tất cả sáu người con và hay cùng nhau ra trận. Đầu tháng 11 năm 1965, Hồ Thị Quế bị chồng bắn chết vì lý do tự vệ trong một cuộc cãi vã. Theo lời khai của Thiếu tá Dần, bà Quế đã dùng dao tấn công khi bắt gặp ông đang tư tình với một người phụ nữ trẻ ở Vị Thanh. Kiểm sát viên cho rằng Nguyễn Văn Dần đã giết vợ vì đổ lỗi cho vợ khiến sự nghiệp của ông sa sút. Ngày 5 tháng 5 năm 1966, Nguyễn Văn Dần bị tòa kết án một năm tù về tội giết người.

## Nhận định
Hồ Thị Quế từng ba lần được tặng thưởng huân chương vì sự gan dạ và dũng cảm trên chiến trường. Tuy vậy, theo các nhà báo phương Tây, trên thực tế bà Quế không bao giờ tham gia các trận đánh mà chỉ đảm nhiệm việc cổ vũ tinh thần và chăm sóc thương binh ở tuyến sau. Trong số các chiến hữu biệt động quân của mình, bà nổi tiếng nhờ sự hung dữ nhưng cũng có lòng trắc ẩn; bà sẽ tấn công bất kỳ người lính nào mà bà thấy đang cướp bóc sau trận chiến, nhưng cũng sẽ an ủi và chăm sóc những người lính bị thương hoặc đang hấp hối, thường liều mạng để tiếp cận họ trên chiến trường. Đôi khi Hồ Thị Quế cạo trọc đầu nhằm bày tỏ nỗi đau buồn trước sự mất mát của những chiến hữu biệt động quân của mình. Bà cũng thể hiện lòng trắc ẩn sâu sắc đối với gia đình của những người lính biệt động quân đã chết, đấu tranh để họ nhận được những lợi ích thuộc về mình hoặc cho họ vay tiền để giúp họ trở nên độc lập về tài chính. 
Hồ Thị Quế còn là một nhân vật dễ nhận biết trên chiến trường. Tờ Chicago Tribune lưu ý rằng "bà ấy đã chiến đấu bên cạnh những người đàn ông với một cặp súng tự động .45 ("Colt .45 cán ngọc trai") được buộc vào hông và đội một chiếc mũ lính bằng thép bóng loáng có hình đầu hổ." Nữ Hổ Tướng là một nhân vật truyền cảm hứng, thường ở phía trước trận chiến với những người đàn ông, lao qua cánh đồng lúa, thúc đẩy toán lính của bà giành chiến thắng. Chỉ vài tháng trước khi qua đời, người ta truyền tụng rằng bà đã thoát ra khỏi trận chiến khốc liệt chống lại quân địch hàng ngàn người mà không bị trầy xước chút nào cả.

## Vinh danh
- Anh Dũng Bội Tinh với 3 ngôi sao bạc[5][6]
- Biểu chương Đơn vị Tổng thống (Hoa Kỳ)[6]